# Holm Pinder
Holm Pinder (* 21. März 1971 in Leipzig) ist ein ehemaliger deutscher Fußballspieler und aktueller -trainer.

## Spielerkarriere
Vom Oberligisten FC Sachsen Leipzig, für den Holm Pinder schon in der DDR als Spieler der BSG Chemie Leipzig gespielt hatte, ging der Defensivspieler 1994 zum Bundesligaabsteiger VfB Leipzig, wo er zu regelmäßigen Einsätzen in der 2. Bundesliga kam.
1997 wechselte zu einem Ligakonkurrenten in der 2. Liga, dem FSV Zwickau. Mit Zwickau stieg er 1998 in die Regionalliga Nordost ab. In der Winterpause 1999/00 ging er zurück zum VfB Leipzig, der inzwischen auch in der Regionalliga spielte. Am Ende der Saison stieg der VfB, nun mit Pinder als Spieler, gar in die NOFV-Oberliga Süd ab. Auch konnte er sich keinen Stammplatz in der Mannschaft erkämpfen.
2002 unterschrieb er einen Vertrag beim ambitionierten ZFC Meuselwitz, der zum damaligen Zeitpunkt in der Landesliga Thüringen spielte. In Meuselwitz war er Mannschaftskapitän und konnte 2004 den Aufstieg in die NOFV-Oberliga Süd feiern. Im Januar 2007 wechselte er überraschend zum SV Schmölln in die Landesliga Thüringen, um dort unter Chefcoach André Barylla, mit dem er in Zwickau spielte, seine Karriere ausklingen zu lassen. Nach einem halben Jahr verließ er Schmölln wieder und kehrte zum ZFC Meuselwitz zurück, wo er als Co-Trainer engagiert wurde. Am 2. Spieltag der Saison 2007/08 absolvierte er noch einmal ein letztes Spiel für seine Mannschaft. Nach seinem Rücktritt als Trainer im April 2014 spielte Pinder bei seinem Heimatverein, dem Kreisoberligisten SG Gnandstein.

## Trainerkarriere
Noch während seiner aktiven Karriere wurde Holm Pinder Nachwuchstrainer beim ZFC Meuselwitz. Seit seinem Karriereende als Spieler war Pinder Co-Trainer in Meuselwitz und Trainer der zweiten Mannschaft des Vereins, bis er seine Tätigkeiten 2009 beendete. Ab Mai 2011 war Pinder Cheftrainer der Regionalligamannschaft des ZFC Meuselwitz. Im April 2014 trat er von seinem Amt zurück. Im Oktober 2020 übernahm er erneut das Traineramt bei Meuselwitz, zu diesem Zeitpunkt begleitete er zudem das Amt des Vize-Präsidenten beim ZFC. Am 4. Oktober 2021 trat er von seinem Traineramt zurück.

## Statistik
| Liga          | Spiele (Tore) |
| ------------- | ------------- |
| 2. Bundesliga | 92 (3)        |
| Regionalliga  | 48 (0)        |
| Wettbewerb    |               |
| DFB-Pokal     | 03 (0)        |